# Médaille de Saint-Hallvard

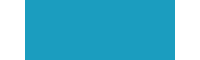
Ruban de la médaille.

La médaille de Saint-Hallvard est une distinction norvégienne décernée par la ville d'Oslo aux « personnes qui ont apporté une contribution particulièrement utile à la ville d'Oslo ou ont gagné la reconnaissance de la ville. » C'est la plus haute récompense décernée par la ville d'Oslo.
La médaille est nommée d'après le saint patron de la ville, le martyr saint Hallvard (en) (ca 1020-1043). La médaille a été créée par décision du conseil municipal d'Oslo, le 13 avril 1950. La médaille a été décernée pour la première fois en 1956.